# Copa México 1946-1947
La Copa México 1946-1947 è stata la trentunesima edizione del secondo torneo calcistico messicano e la quarta nell'era professionistica del calcio messicano. È cominciata il 15 giugno e si è conclusa il 3 luglio 1947. La vittoria finale è stata del Moctezuma.

## Formula
Le 15 squadre partecipanti si affrontano in turni ad eliminazione diretta in gara unica. In caso di paritá al termine dei tempi supplementari, la gara viene rigiocata.

### Ottavi di finale
| Squadra 1                   | Risultato     | Squadra 2        |
| --------------------------- | ------------- | ---------------- |
| 15 giugno 1947              |               |                  |
| Atlante                     | 4 - 3         | América          |
| Oro                         | 1 - 0         | Guadalajara      |
| Puebla                      | 2 - 1(d.t.s.) | A.D.O.           |
| San Sebastián               | 0 - 2         | Real Club España |
| Tampico                     | 2 - 1         | Asturias         |
| Veracruz                    | 2 - 1(d.t.s.) | León             |
| Moctezuma                   | 3 - 3(d.t.s.) | Atlas            |
| 16 giugno 1947(Ripetizione) |               |                  |
| Moctezuma                   | 4 - 3         | Atlas            |

- Il Marte passa il turno per sorteggio.

### Quarti di finale
| Squadra 1      | Risultato     | Squadra 2        |
| -------------- | ------------- | ---------------- |
| 22 giugno 1947 |               |                  |
| Marte          | 2 - 4(d.t.s.) | Moctezuma        |
| Oro            | 2 - 0         | Tampico          |
| Puebla         | 2 - 1         | Real Club España |
| Veracruz       | 4 - 2         | Atlante          |

## Semifinali
| Città del Messico 26 giugno 1947, ore 15:00                             | Moctezuma | 2 – 0 | Veracruz | Parque Asturias |
| \| \| \| \| \| 2’ Alfonso Arnaiz 69’ Honorio Arteaga \| Marcatori \| \| |           |       |          |                 |
|                                                                         |           |       |          |                 |
| 2’ Alfonso Arnaiz 69’ Honorio Arteaga                                   | Marcatori |       |          |                 |

| Guadalajara (Messico) 26 giugno 1947, ore 15:00 | Oro | 0 – 0 (d.t.s.) | Puebla | Parque Oro |

### Ripetizione
| Guadalajara (Messico) 29 giugno 1947, ore 15:00       | Oro       | 1 – 0 | Puebla | Parque Oro |
| \| \| \| \| \| 68’ Benjamín Méndez \| Marcatori \| \| |           |       |        |            |
|                                                       |           |       |        |            |
| 68’ Benjamín Méndez                                   | Marcatori |       |        |            |

## Finale
| Città del Messico 3 luglio 1947, ore 15:00                                                                                           | Moctezuma | 4 – 3                                    | Oro | Estadio de la Ciudad de los Deportes |
| \| \| \| \| \| 8’ Daniel Muñoz 60’, 85’ Julio Ayllón 73’ Honorio Arteaga \| Marcatori \| Carlos Círico 3’ (15) Atilio Mellone 20’ \| |           |                                          |     |                                      |
| |           |                                          |     |                                      |
| 8’ Daniel Muñoz 60’, 85’ Julio Ayllón 73’ Honorio Arteaga                                                                            | Marcatori | Carlos Círico 3’ (15) Atilio Mellone 20’ |     |                                      |

### Verdetto finale
- Il Moctezuma vince la Copa México 1946-1947.

## Coppa "Campeón de Campeones" 1947
- Partecipano le squadre vincitrici del campionato messicano: Atlante e della coppa del Messico: Moctezuma. Il Moctezuma si aggiudica il titolo.

### Finale
| Città del Messico 21 luglio 1947, ore 15:00 | Moctezuma  | 3 – 0 | Atlante | Estadio de la Ciudad de los Deportes |
| \| \| \| \| \| 72’ Julio Ayllón 75’, 85’ Guillermo del Valle \| Marcatori \| \| \| Evaristo Murillo Antonio Aspiri Medina Dolores Araujo Guillermo Del Valle Gutiérrez Alfonso Arnáiz Walter Meneses Julio Ayllón Aparicio Daniel Muñoz Honorio Arteaga \| Formazioni \| Federico Villavicencio Alberto Medina Antonio Ramos Salvador Arizmendi José Gutiérrez Roberto Scarone Martín Vantolrá José Noguera Rafael Meza Miguel Ángel Segura Mateo Nicoláu \| \| Julio Kaiser \| Allenatori \| Luis Grocz \| |            | |         |                                      |
| |            | |         |                                      |
| 72’ Julio Ayllón 75’, 85’ Guillermo del Valle | Marcatori  | |         |                                      |
| Evaristo Murillo Antonio Aspiri Medina Dolores Araujo Guillermo Del Valle Gutiérrez Alfonso Arnáiz Walter Meneses Julio Ayllón Aparicio Daniel Muñoz Honorio Arteaga | Formazioni | Federico Villavicencio Alberto Medina Antonio Ramos Salvador Arizmendi José Gutiérrez Roberto Scarone Martín Vantolrá José Noguera Rafael Meza Miguel Ángel Segura Mateo Nicoláu |         |                                      |
| Julio Kaiser | Allenatori | Luis Grocz |         |                                      |